# Gersdorf (Saksonia)
Gersdorf − miejscowość i gmina w Niemczech, w okręgu administracyjnym Chemnitz, w powiecie Zwickau.

## Współpraca
Miejscowość partnerska:
- Altlußheim, Badenia-Wirtembergia